# École d'ingénieurs ENSIL-ENSCI
L'École d'ingénieurs ENSIL-ENSCI est l'une des 204 écoles d'ingénieurs françaises accréditées à délivrer un diplôme d'ingénieur.
L’ENSIL-ENSCI est l’école publique pluridisciplinaire de Limoges qui propose un cycle préparatoire intégrée ainsi que sept spécialités formant des ingénieurs dont les compétences répondent pleinement aux besoins des entreprises publiques et privées. Les domaines proposés sont au cœur des grands enjeux internationaux et permettent de contribuer à la transformation profonde de la société.
Les diplômes d’ingénieurs délivrés :
- Céramique Industrielle (en formation initiale et en apprentissage)
- Électronique et Télécommunications (en formation initiale et en apprentissage)
- Génie Civil (en formation initiale)
- Génie de l’eau et de l’environnement (en formation initiale)
- Matériaux (en formation initiale)
- Mécatronique (en formation initiale et en apprentissage)
- Photonique (en formation initiale)

Avant d'intégrer une spécialité, les étudiants peuvent intégrer le cycle préparatoire intégré appelé FIMI : Formation Initiale aux Métiers de l'Ingénieur. 
Elle est membre de la Conférence des grandes écoles (CGE), Conférence des directeurs des écoles françaises d'ingénieurs (CDEFI) ainsi que des réseaux Polyméca, Fédération Gay-Lussac, INSA Partenaire et est une école, au sens de l'article L713-9, de l'Université de Limoges.

## Histoire
Issue de la fusion, au 1er janvier 2017, de l'ENSIL et de l'ENSCI, elle est située au sein du parc technologique d'Ester à Limoges (Nouvelle-Aquitaine). L'ENSIL-ENSCI, école interne de l’université de Limoges.

### ENSCI
L’école est fondée en 1893 sous le nom d'École de céramique de Sèvres (Île-de-France). Elle est alors hébergée dans la manufacture nationale de Sèvres. L'enseignement se rapporte initialement à la céramique d’art, pour se déployer progressivement vers la céramique technique et industrielle. Elle devient l’École nationale supérieure de céramique (ENSC en 1927 - décret du 6 décembre 1927 publié au Journal officiel), habilitée à délivrer le titre d’ingénieur.
En 1955, elle prend le nom École nationale supérieure de céramique industrielle. Elle s’installe à Limoges, Avenue Albert Thomas, en 1979, année où elle devient un établissement public à caractère administratif. La décentralisation de l'école à Limoges résulte de l'action de Jacques Chirac.
En 2009, l'école obtient la certification ISO 9001 et s'installe l'année suivante, en 2010, sur le site d'Ester Technopôle, dans le nord de Limoges, au côté du Centre européen de la céramique. En 2001, l’école est rattachée à l’université de Limoges.

### ENSIL

Logo de l'ENSCI (jusqu'en 2017)

L'École Nationale Supérieure d'Ingénieurs de Limoges (ENSIL) est fondée en 1991, comme une école interne de l'université. Elle s'implante cinq ans plus tard sur Ester Technopôle. La spécialité mécatronique (MIX) est créé en 1999.

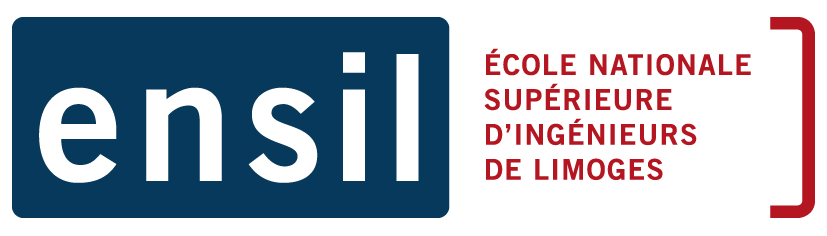
Ancien logo de l'ENSIL (2006)

## Enseignement et recherche

### Cycle préparatoire intégré
La FIMI ou Formation Initiale aux Métiers de l'Ingénieur est accessible directement à la suite d'un baccalauréat et permet aux étudiants d'avoir un socle de connaissances communes. Découpée en 4 semestres, la formation dispensée comprend l’enseignement des sciences fondamentales et expérimentales (mathématiques, informatique, physique, chimie, sciences pour l’ingénieur) et un volet sciences humaines, le tout pour préparer au mieux l’intégration des élèves dans leur cursus ingénieur.

### Cycle ingénieur

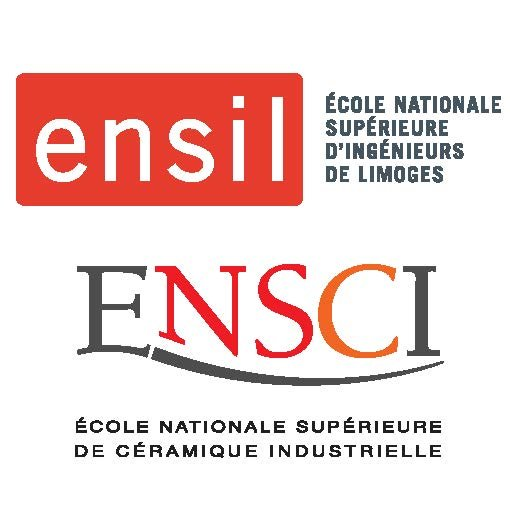
Logo provisoire de l'ENSIL-ENSCI (2017)

Le bâtiment A

Le bâtiment du Centre Européen de la Céramique

Le cycle ingénieur, d'une durée de trois ans, est divisé en sept spécialités. D'après la CTI les titres des spécialités, en 2022, sont les suivantes :
| Intitulé de la spécialité du diplôme d'ingénieur | Type de formation                      | Accréditation | Label   |
| ------------------------------------------------ | -------------------------------------- | ------------- | ------- |
| Céramique industrielle                           | Formation initiale et en apprentissage | Maximale      | EUR-ACE |
| Matériaux                                        | Formation initiale                     | Maximale      | EUR-ACE |
| Génie de l'eau et Environnement                  | Formation initiale                     | Maximale      | EUR-ACE |
| Électronique et télécommunication                | Formation initiale et en apprentissage | Maximale      | EUR-ACE |
| Mécatronique                                     | Formation initiale et en apprentissage | Maximale      | EUR-ACE |
| Génie civil                                      | Formation initiale                     | Maximale      | EUR-ACE |
| Photonique                                       | Formation initiale                     | Maximale      | EUR-ACE |

En plus du diplôme d'ingénieur habilité après avis de la CTI, l’école dispense les formations suivantes :
| Mention                                                     | Grade                              | Établissement                                   |
| ----------------------------------------------------------- | ---------------------------------- | ----------------------------------------------- |
| Administration et gestion des entreprises                   | Master                             | Institut d'administration des entreprises (IAE) |
| Matériaux céramiques et traitements de surface              | Doctorat                           | Université de Limoges                           |
| Procédés et matériaux                                       | Master recherche                   | Université de Limoges                           |
| Qualité et traitements de l'eau                             | Master recherche                   | Université de Limoges                           |
| Physique et chimie des matériaux hautes performances        | Master recherche                   | Université de Limoges                           |
| Algorithmique, calculs symbolique et optimisation numérique | Master recherche                   | Université de Limoges                           |
| Céramique industrielle et traitements de surface            | Diplôme de recherche technologique | Université de Limoges / ENSIL-ENSCI             |
| Certificat d'études supérieurs de céramiques                |                                    |                                                 |
| Ingénierie pour l’Environnement et le Territoire            | Master d’ingénierie                | École polytechnique de Turin                    |
| Ingénierie Électronique                                     | Master d’ingénierie                | École polytechnique de Turin                    |
| Sciences et Ingénierie des Matériaux                        | Master d’ingénierie                | École polytechnique de Turin                    |
| Ingénierie Mécatronique                                     | Master d’ingénierie                | École polytechnique de Turin                    |

L’école propose des stages et des séjours à l’étranger grâce à ses nombreuses conventions de partenariat, son appartenance aux réseaux FIRE et N+i.

### Stages
En plus des cours, les étudiants de l'école ont pour obligation d'effectuer 12 mois de stage au cours de leurs scolarité, concluant chacune des trois années : 
- 1re année : un stage ouvrier de 1 à 2 mois ;
- 2e année : un stage technicien de 4 à 5 mois ;
- 3e et dernière année : un stage de fin d'études de niveau ingénieur de 6 mois.

Ces stages ont pour but la découverte progressive du monde de travail et du monde de l’entreprise et l’utilisation concrète des connaissances acquises en cours.

### Formation continue
L’ENSIL-ENSCI, seule École d’Ingénieurs française à dispenser la spécialité céramique industrielle, propose en partenariat avec INSAVALOR, filiale de R&D, Valorisation et Formation continue de l’INSA de Lyon, des stages pour ingénieurs et techniciens sur des thèmes traitant des procédés d’élaboration des matériaux céramiques et verriers ou de leurs propriétés.  

### Recherche
Les enseignants-chercheurs appartiennent à trois laboratoires, :
- XLIM[16] UMR CNRS 7252 : électronique, hyperfréquence, optique, photonique, CAO, mathématiques, informatique, image.
- IRCER[17] UMR CNRS 7315 : procédés céramiques, procédés de traitements de surface, organisation structurale multi-échelle des matériaux.
- E2LIM UR 24 133 :  unité de recherche qui regroupe les compétences en pointe dans le domaine des Sciences de l’Eau et de l’Environnement dans diverses disciplines : chimie, biologie, microbiologie, sciences du sol et génie des procédés.

Dans le cadre du programme d’investissement d’avenir (PIA), ces deux laboratoires sont regroupés au sein du Labex Sigma-lim, renouvelé le 1er janvier 2019,.

## Campus
Le nouvel ensemble est situé au sein de la technopole d'Ester, à proximité de l'A20 (dite l’Occitane) et à quelques minutes, par la ligne 10 de la STCL, de la gare de Limoges-Bénédictins. Le bâtiment de l'ex-ENSIL comporte notamment un restaurant universitaire (RU) et un kiosque géré par le CROUS tandis que celui de l'ex-ENSCI accueille la bibliothèque universitaire (BU) de l'école.
En regroupant les deux bâtiments l'école propose un campus de 27 000m2 avec 7 amphithéâtres, 30 salles de TP, 6 hall techniques, 13 salles informatiques et 3 laboratoires de langues.

## Élèves

### Admission
L’École recrute, en moyenne, entre 230 et 240 étudiants par an en France et à l’international.
Les étudiants sont recrutés à Bac +2 directement sur la spécialité choisie, :
- Concours communs : CPGE MP/PC/PSI via le concours commun des instituts nationaux polytechniques (CC INP), PT via la banque PT et BCPST via banque G2E ;
- Concours sur titre : DEUG (L2)/Licence(L3)/DUT/Master/BTS/CPGE TSI & ATS/Fédération Gay-Lussac/Diplôme étranger sur dossier et entretien.

Depuis la fusion, elle recrute également des étudiants en Bac +1 sur Parcoursup via le processus d'admission commun du groupe INSA permettant d'accéder à une classe préparatoire intégrée.
En 2020 d'après le classement de l'usine nouvelle l'école est classée 46ème sur 122 écoles évaluées.

### Vie étudiante
La vie associative est organisée autour de nombreux clubs et associations. Dès l'arrivée des étudiants ils seront pris en charge par des « parrains » (des étudiants de deuxième ou de quatrième année) qui vont les aider dans les démarches. Un weekend d'intégration est prévu en chaque début d'année scolaire ainsi que de nombreuses activités tout au long de l'année.
Le relais de l'ENSIL-ENSCI est organisé chaque année. C'est une épreuve qui se dispute en équipe de 3 coureurs (parcours de 3,3 km) ou en individuel (10 km) sur le parc d’Ester Technopole.

### Nombre de diplômés
| Spécialités |                                   | 2011 | 2012 | 2013 | 2014 | 2015 | 2016 | 2017 | 2018 | 2019 | 2020 | 2021 |
| ----------- | --------------------------------- | ---- | ---- | ---- | ---- | ---- | ---- | ---- | ---- | ---- | ---- | ---- |
| Spécialités | Mécatronique                      | 28   | 33   | 23   | 35   | 33   | 41   | 43   | 41   | 39   | 39   | 40   |
| Spécialités | Céramique                         | 63   | 62   | 68   | 58   | 56   | 66   | 59   | 62   | 71   | 43   | 55   |
| Spécialités | Matériaux                         | 36   | 34   | 30   | 40   | 45   | 34   | 43   | 42   | 38   | 42   | 49   |
| Spécialités | Électronique et télécommunication | 33   | 30   | 30   | 30   | 33   | 42   | 40   | 42   | 44   | 40   | 39   |
| Spécialités | Eau et environnement              | 44   | 52   | 46   | 46   | 48   | 42   | 50   | 48   | 47   | 46   | 53   |

## Personnalités liées
- Gilles Le Borgne, directeur de la technologie de Renault ;
- Louis Hista (1851-1935), peintre, ancien professeur ;
- Pierre Virlogeux (1903-1944), ingénieur, chef d'entreprise et commandant des Mouvements unis de la Résistance ;
- Armelle Vardelle, enseignante-chercheuse ;
- Eloi Monod, fondateur de la Verrerie de Biot
- Naïm, humoriste et comédien français d'origine algérienne - ancien élève de l'école